# 158 (nombre)
Cet article concerne le nombre 158. Pour l'année, voir 158.
158 (cent cinquante-huit) est l'entier naturel qui suit 157 et qui précède 159.

## En mathématiques
Cent cinquante-huit est :
- Un nombre nontotient.

## Dans d'autres domaines
Cent cinquante-huit est aussi :
- Années historiques : -158, 158
- Ligne 158